# Empalme Kawanoehigashi
El Empalme Kawanoehigashi (川之江東ジャンクション Kawanoehigashi-jankushon?) es un empalme que se encuentra en lo que fue la Ciudad de Kawanoe (en la actualidad es parte de la Ciudad de Shikokuchuo) de la prefectura de Ehime. Conecta las autovías de Kochi (高知自動車道 Kōchi-jidōshadō?) y de Tokushima (徳島自動車道 Tokushima-jidōshadō?).

## Características
Es el último empalme de la Autovía de Tokushima y se encuentra después del Intercambiador Ikawa-Ikeda (井川池田インターチェンジ Ikawa-Ikeda intāchenji?). Entre ambos está el Área de Estacionamiento Ikeda (池田パーキングエリア Ikeda pākingu eri'a?).
Es el segundo empalme de la Autovía de Kochi, debido a que el primero es el Empalme Kawanoe. En dirección hacia la Ciudad de Kochi le sigue el Intercambiador Shingu.
El intercambiador más cercano es el Intercambiador Mishima Kawanoe de la Autovía de Matsuyama.

## Intercambiador anterior y empalme posterior
- Autovía de Kochi

Intercambiador Shingu << Empalme Kawanoehigashi >> Empalme Kawanoe
- Autovía de Tokushima - Autovía de Kochi

Intercambiador Ikawa-Ikeda << Empalme Kawanoehigashi >> Empalme Kawanoe